# Перелік матриць

Деякі важливі класи матриць.

Тут зібрані найважливіші класи матриць, що використовуються в математиці, науці (в цілому) і прикладній науці (зокрема).
Під матрицею розуміється прямокутний масив чисел, що називаються елементами. Матриці мають довгу історію досліджень та застосувань, що призводить до різних способів їх класифікації. Перша група матриць задовольняє конкретним умовам і обмеженням на їх елементи, включаючи постійні матриці — матриці, що складаються з певних чисел. Важливим прикладом матриць такого виду є одинична матриця:
{\displaystyle I_{n}={\begin{bmatrix}1&0&\cdots &0\\0&1&\cdots &0\\\vdots &\vdots &\ddots &\vdots \\0&0&\cdots &1\end{bmatrix}}.}
Інші способи класифікації матриць пов'язані або з їх власними значеннями, або з умовами, які представляються у вигляді матричних рівнянь (співвідношень). Нарешті, в багатьох областях науки, зокрема у фізиці і в хімії, зустрічаються матриці спеціального виду, які застосовуються виключно в цих областях.

## Матриці, що визначаються властивостями елементів
Даний нижче список матриць визначається умовами, які накладаються на елементи матриць. Багато які з таких властивостей можна застосовувати тільки до квадратних матриць. В квадратній матриці є дві діагоналі: головна діагональ (що йде з лівого верхнього кута в правий нижній кут) і побічна діагональ (що йде з лівого нижнього кута в правий верхній кут).

### Матриці загального вигляду
Матриці, представлені нижче, характеризуються тим, що властивості елементів матриць описуються в термінах структури матриці. Сюди відноситься взаємне розташування ненульових елементів, а також властивості інваріантності щодо матричних перетворень.
| Назва                                            | Опис | Примітки, пояснення                                                                     |  |
| ------------------------------------------------ | --- | --------------------------------------------------------------------------------------- |  |
| Бінарна матриця                                  | Матриця, що складається з нулів та одиниць. | Синоніми: булева матриця, логічна матриця.                                              |  |
| Бінарна матриця                                  | | синонім для (0,1) -матриці, бінарної матриці і логічної матриці.                        |  |
| Матриця альтернансу                              | Матриця, елементи якої представляють собою значення функцій в певних точках. | {\displaystyle a_{i,j}=f_{j}(\alpha _{i})}                                              |  |
| Нульова матриця                                  | Матриця, що повністю складається з нулів. | {\displaystyle a_{ij}=0}                                                                |  |
| Антидіагональна матриця                          | Квадратна матриця, всі елементи якої, що лежать поза побічною діагоналлю, дорівнюють нулю. |                                                                                         |  |
| Антиермітова матриця                             | Квадратна матриця з комплексними елементами, що переходить в себе зі зміною знака при операції ермітового спряження (тобто при комплексному спряженні кожного елемента і подальшому транспонуванні матриці), {\displaystyle A=-A^{*}.} | Синонім косо-ермітової матриці.                                                         |  |
| Антисиметрична матриця                           | | Синонім кососиметричної матриці                                                         |  |
| Стрілкова матриця                                | Квадратна матриця, всі елементи якої дорівнюють нулю, крім елементів першого стовпчика, першого рядка і головної діагоналі. |                                                                                         |  |
| Смугова матриця                                  | Квадратна матриця, всі ненульові елементи якої прилягають до головної діагоналі. |                                                                                         |  |
| Бідіагональна матриця                            | Матриця, всі ненульові елементи якої знаходяться на головній діагоналі і на одній з під- або наддіагоналей. |                                                                                         |  |
| Бісиметрична матриця                             | Квадратна матриця, симетрична як відносно головної діагоналі, так і відносно антидіагоналі. |                                                                                         |  |
| Блочно-діагональна матриця                       | Блочна матриця, що має матриці тільки на головній діагоналі. |                                                                                         |  |
| Блочна матриця                                   | Матриця, яка розбита на підматриці, що називаються блоками. |                                                                                         |  |
| Блочно-тридіагональна матриця                    | Блочна матриця, блоки якої організовано, як у тридіагональної матриці. |                                                                                         |  |
| Матриця Коші                                     | Матриця, кожен елемент якої має вигляд {\displaystyle a_{ij}=1/(x_{i}+y_{j}),} де {\displaystyle x_{i}} и {\displaystyle y_{j}} — дві ін'єкційні послідовності.                                                                        |                                                                                         |  |
| Центросиметрична матриця                         | Матриця, симетрична відносно свого центру, тобто: {\displaystyle a_{ij}=a_{n-i+1,n-j+1}} |                                                                                         |  |
| Конференційна матриця                            | Квадратна матриця з нульовими елементами на діагоналі і елементами виду +1 і -1 поза діагоналлю, така, що {\displaystyle C^{T}C} — одинична матриця.                                                                                   |                                                                                         |  |
| Комплексна матриця Адамара                       | Матриця, всі рядки і стовпці якої попарно ортогональні один одному, а самі елементи унімодулярні. |                                                                                         |  |
| Супозитивна матриця                              | Квадратна матриця з дійсними елементами, така, що квадратична форма {\displaystyle x^{T}Ax} виявляється невід'ємною для кожного невід'ємного {\displaystyle x}.                                                                        | {\displaystyle f(x)=x^{T}Ax}                                                            |  |
| Діагонально-домінуюча матриця                    | Матриця, елементи якої задовільняють умову {\displaystyle \|a_{ii}\|\geq \sum _{j\neq i}\|a_{ij}\|\quad {\text{for all }}i,\,} |                                                                                         |  |
| Діагональна матриця                              | Матриця, у якої всі елементи поза головною діагоналлю дорівнюють нулю. |                                                                                         |  |
| Елементарна матриця                              | Матриця, яка утворюється з одиничної за допомогою елементарних перетворень. |                                                                                         |  |
| Еквівалентна матриця                             | Матриця, яка утворюється з іншої матриці за допомогою елементарних перетворень рядків або стовпців. |                                                                                         |  |
| Матриця Фробеніуса                               | Матриця, яка утворюється з одиничної за допомогою зсуву і додавання нового стовпця. |                                                                                         |  |
| Ермітова матриця, ермітово-самосполучена матриця | Квадратна матриця з комплексними елементами, що переходить в себе при операції ермітового спряження (тобто при комплексному спряженні кожного елемента і подальшому транспонуванні матриці), {\displaystyle A=A^{*}.}                  |                                                                                         |  |
| Матриця перестановки                             | Квадратна матриця, в якій в кожному стовпці і в кожному рядку стоїть рівно одна одиниця, а решта нулі. Є матричним представленням перестановки.                                                                                        |                                                                                         |  |
| Узагальнена матриця перестановки                 | Квадратна матриця з рівно одним ненульовим елементом в кожному рядку і в кожному стовпці. |                                                                                         |  |
| Персиметрична матриця                            | Матриця, симетрична щодо антидіагоналі: {\displaystyle a_{ij}=a_{n-j+1,n-i+1}.} |                                                                                         |  |
| Поліноміальна матриця                            | Матриця, всі елементи якої є поліномами. |                                                                                         |  |
| Додатня матриця                                  | Матриця, всі елементи якої є додатніми. |                                                                                         |  |
| Матриця кватерніонів                             | Матриця, всі елементи якої представляють собою кватерніони. |                                                                                         |  |
| Матриця знака                                    | Матриця, всі елементи якої дорівнюють 1, 0 або -1. |                                                                                         |  |
| Матриця сигнатури                                | Матриця, всі елементи якої рівні або 1, або -1. |                                                                                         |  |
| Косоермітова матриця                             | Квадратна комплексна матриця, яка змінює знак при ермітовому сполученні. | Те ж, що і антіермітова матриця.                                                        |  |
| Кососиметрична матриця                           | Квадратна матриця, яка змінює знак при транспонуванні, {\displaystyle a_{ij}=-a_{ji}.} | Те ж, що і антисиметрична матриця.                                                      |  |
| Небесна матриця                                  | Стрічкова матриця, реорганізована таким чином, щоб зменшити займаний простір. |                                                                                         |  |
| Розріджена матриця                               | Матриця, що практично повністю складається з нулів. | Алгоритми для розріджених матриць дозволяють обробляти більші матриці, ніж для щільних. |  |
| Матриця Сильвестра                               | Квадратна матриця, чиї елементи - це коефіцієнти двох поліномів. | Матриця Сильвестра не вироджена тоді і тільки тоді, коли два поліноми взаємно прості.   |  |
| Симетрична матриця                               | Квадратна матриця, яка збігається зі своєю транспонованою: {\displaystyle A=A^{T}} ({\displaystyle a_{i,j}=a_{j,i}}). |                                                                                         |  |
| Діагонально-постійна матриця                     | Матриця, у якої на діагоналях стоять одні й ті ж елементи. |                                                                                         |  |
| Трикутна матриця                                 | Матриця, у якої всі елементи вище головної діагоналі нульові (нижня трикутна матриця), або матриця, у якої всі елементи нижче головної діагоналі нульові (верхня трикутна матриця).                                                    |                                                                                         |  |
| Тридіагональна матриця                           | Матриця, у якої всі ненульові елементи розташовуються на трьох діагоналях: на головній, на першій зверху і першій знизу. |                                                                                         |  |
| Унітарна матриця                                 | Квадратна комплексна матриця, обернення якої дає ермітово-спряжену матрицю,{\displaystyle A^{-1}=A^{*}.} |                                                                                         |  |
| Спеціальна унітарна матриця                      | Унітарна матриця, детермінант якої дорівнює одиниці. |                                                                                         |  |
| Матриця Вандермонда                              | Матриця, рядки (або стовпці) якої є послідовними ступенями: 1, a, a2, a3, ..., an |                                                                                         |  |
| Матриця Уолша                                    | Квадратна матриця розміру, рівного ступеню двійки, що складається з елементів +1 або -1. |                                                                                         |  |
| Z-матриця                                        | Матриця, всі недіагональні елементи якої менше нуля. |                                                                                         |  |
| Ганкелева матриця                                | Квадратна матриця, у якої на кожній побічній діагоналі стоять рівні елементи. |                                                                                         |  |

### Постійні матриці
Матриці, представлені нижче, характеризуються тим, що їх елементи є одними і тими ж для всіх можливих розмірів матриць.
| Назва              | Опис | Умови на елементи                                                                 | Примітки                                                     |
| ------------------ | --- | --------------------------------------------------------------------------------- | ------------------------------------------------------------ |
| Нульова матриця    | Матриця, у якої всі елементи нульові.                                                                                   | {\displaystyle a_{ij}=0}                                                          |                                                              |
| Матриця одиниць    | Матриця, всі елементи якої є одиницями.                                                                                 | {\displaystyle a_{ij}=1}                                                          |                                                              |
| Одинична матриця   | Квадратна матриця, у якої на головній діагоналі стоять одиниці, а інші елементи дорівнюють нулю.                        | {\displaystyle a_{ij}=\delta _{ij}}                                               |                                                              |
| Матриця зсуву      | Матриця, у якої на одній з побічних діагоналей стоять одиниці, а інші елементи нульові.                                 | {\displaystyle a_{ij}=\delta _{i+1,j}} або {\displaystyle a_{ij}=\delta _{i-1,j}} | Множенням на цю матрицю елементи зсуваються на одну позицію. |
| Обмінна матриця    | Бінарна матриця, у якої на антидіагоналі стоять одиниці, а всі інші елементи нульові.                                   | {\displaystyle a_{ij}=\delta _{n+1-i,j}}                                          | Див. Матриця перестановки.                                   |
| Матриця Гільберта  | | {\displaystyle a_{ij}={(i+j-1)}^{-1}}                                             | Див. Ганкелева матриця.                                      |
| Матриця Лемера     | | aij = min(i, j) ÷ max(i, j)                                                       | Див. додатню симетричну матрицю.                             |
| Матриця Паскаля    | Матриця, що складається з елементів трикутника Паскаля.                                                                 |                                                                                   |                                                              |
| Матриця Паулі      | Блочна матриця, що складається з блоків розміру 2 × 2, кожен з яких являє собою комплексну ермітову і унітарну матрицю. |                                                                                   |                                                              |
| Матриця Редхеффера | | aij = 1, якщо i ділиться на j або якщо j = 1; в іншому випадку, aij = 0.          | Див. (0,1) - матриця                                         |

## Перетворені матриці
- Обернена матриця
- Транспонована матриця
- Ермітово-спряжена матриця
- Союзна матриця

## Матриці, що задовольняють умовам на добутки або зворотні матриці
| Назва                       | Опис                                                                                                | Примітки                                                                 |
| --------------------------- | --------------------------------------------------------------------------------------------------- | ------------------------------------------------------------------------ |
| Ідемпотентна матриця        | Матриця A, що має властивість A² = AA = A.                                                          |                                                                          |
| Оборотна матриця            | Квадратна, що має зворотну, тобто, таку матрицю B, що AB = BA = I.                                  | Оборотні матриці утворюють загальну лінійну групу.                       |
| Інволютивна матриця         | Квадратна матриця A, обернена сама до себе, тобто AA = I.                                           |                                                                          |
| Нільпотентна матриця        | Квадратна матриця A така, що Aq = 0 для деякого додатнього q.                                       | Еквівалентно, всі власні значення A дорівнюють 0.                        |
| Нормальна матриця           | Квадратна матриця, комутуюча зі своєю ермітово-спряженою: AA∗ = A∗A                                 | Для таких матриць справедлива спектральна теорема.                       |
| Ортогональна матриця        | Матриця, що дорівнює своїй транспонованій: A−1 = AT.                                                | Такі матриці утворюють ортогональну групу.                               |
| Ортонормована матриця       | Матриця, стовпчики якої є ортонормованими векторами.                                                |                                                                          |
| Вироджена матриця           | Квадратна матриця, що не є оборотною.                                                               |                                                                          |
| Унімодулярна матриця        | Квадратна матриця з цілими коефіцієнтами, детермінант якої дорівнює +1 або -1.                      |                                                                          |
| Уніпотентна матриця         | Квадратна матриця, всі власні значення якої дорівнюють 1.                                           | Еквівалентно, A − I нільпотентна. Дивись також уніпотентна група.        |
| Цілком унімодулярна матриця | Матриця, будь-яка несингулярна підматриця якої є унімодулярною.                                     | Використовується в лінійному програмуванні при релаксації цілих програм. |
| Матриця ваги                | Квадратна матриця, елементи якої належать множині {0, 1, -1}, так що AAT = wI для деякого цілого w. |                                                                          |

## Матриці, що використовуються в теорії графів
- Матриця суміжності
- Матриця бісуміжності
- Матриця ступеня
- Матриця Едмондса
- Матриця інцидентності
- Матриця Кірхгофа (матриця Лапласа)
- Матриця суміжності Зейделя
- Матриця Тутте

## Матриці, що використовуються в фізиці
- Матриця Кабібо-Кобаяші-Москави
- Гамма матриці Дірака
- Матриці Паулі
- Матриці Гелл-Манна
- S-матриця
- Матриця густини